# ربکا آرتور
ربکا آرتور (انگلیسی: Rebeca Arthur؛ زادهٔ ۱۷ مارس ۱۹۶۰) یک هنرپیشه اهل ایالات متحده آمریکا است.

## بخشی از فیلمشناسی
از فیلم‌ها یا برنامه‌های تلویزیونی که وی در آن نقش داشته‌است می‌توان به آثار زیر اشاره کرد.
- درباره شب قبل (فیلم ۱۹۸۶) (۱۹۸۶)